# Parafia Najświętszego Serca Pana Jezusa w Piekarach Śląskich
Parafia Najświętszego Serca Pana Jezusa znajduje się w Brzezinach Śląskich, dzielnicy Piekar Śląskich.

## Powstanie parafii
Na terenie dzisiejszych Brzezin Śląskich 1 lipca 1882 roku dekretem władz pruskich utworzona została samodzielna gmina polityczna o nazwie „Birkenhain”, co tłumaczy się jako Brzezina. Nazwę Brzeziny Śląskie miejscowość otrzymała w 1922  po przyłączeniu Śląska do Polski. Pierwotnie katolicy z Brzezin uczęszczali do kościołów w Kamieniu, Dąbrówce Wielkiej i do kościoła mariackiego w Bytomiu. Jednak za matkę kościoła w Brzezinach uznaje się kościół w Kamieniu. W 1909 roku Brzeziny stały się filia tej parafii i od tego czasu starano się o utworzenie własnej, samodzielnej placówki. Powodem była rosnąca liczba ludności w miejscowości oraz znaczna odległość do kościoła w Kamieniu (ok. 4 km). Jednak ówczesny proboszcz tamtej parafii ks. Józef Kruppa nie sprzyjał temu planowi, ponieważ w 1899 roku w Kamieniu został wybudowany nowy, stosunkowo duży kościół oraz z jego parafii została w międzyczasie wydzielona parafia w Dąbrówce Wielkiej, gdzie wybudowano kościół w 1903 roku. Powstanie jeszcze jednego kościoła wiązało się z poważnymi kosztami. Budowa kościoła została więc tylko czasowo odroczona. Za namową mieszkańców i presją kurii wrocławskiej ks. Kruppa zgodził się jednak na rozpoczęcie budowy.

## Budowa kościoła
Władze gminy na budowę kościoła podarowały grunt, jednak okazał się on nieodpowiedni z powodu zbyt płytkiej eksploatacji węgla prowadzonej przez kopalnię „Orzeł Biały”. Sprzedano tę ziemię i zakupiona parcelę, gdzie obecnie stoi kościół. Budowa rozpoczęła się w 1913, architektem obrano Ludwika Schneidera z Reichenstein, zaś wykonanie powierzono Franciszkowi Neumanowi z Bytomia. W listopadzie 1915 roku budowla była wykonana w stanie surowym. Kościół ma 53,42 m. długości oraz 24,08 m. szerokości, a wieża wznosi się na wysokość 55 m., jest to więc budynek obszerny, posiada dobrą akustykę. Całość nie posiada jednolitego stylu architektonicznego, przeważa styl mieszany, gotycko-romański. Konsekracji kościoła dokonał 25 listopada 1915 roku biskup wrocławski Adolf Bertram, po czym ks. Józef Kruppa przekazał świątynie samodzielnemu duszpasterzowi ks. Sylwestrowi Baci. Z dniem 1 stycznia 1919 roku Brzeziny przestały być lokalną parafii Kamień i stały się samodzielną parafią. 
W czasie konsekracji świątynia nie była jeszcze całkiem wyposażona, posiadała ambonę wspartą na piaskowej płaskorzeźbie, trzy dzwony, dużą monstrancję, wykutą w piaskowcu chrzcielnicę, którą wieńczy figura Jana Chrzciciela wykonana przez rzeźbiarza Bogusława Langmana, została ona ufundowana przez piekarza Nepomuka Zdebika. Wprawione były już także witraże: w kształcie rozety nad głównym ołtarzem przedstawiający Boga Ojca, będącym darem budowniczego pana Józefa Wacławka, i dwa witraże w nawie krzyżowej, ufundowane przez ks. proboszcza  Józefa Kruppa, przedstawiają one scenę ukrzyżowania Chrystusa oraz Matkę Bożą, której składa hołd lud wierny. W 1917 roku ks. Bacia sprowadził główny ołtarz z drewna dębowego z figurą Najświętszego Serca Jezusa. Zawiera on płaskorzeźby przedstawiające ucztę w Emaus i błogosławieństwo Abrahama przez Melchizedeka. W 1918 roku zakupiono boczny ołtarz Najświętszej Maryi Panny, a rok później Św. Antoniego. Wszystkie ołtarze zostały wykonane przez rzeźbiarza Georga Schreinera z Ratyzbony w stylu renesansowo-barokowym. W 1920 został zakupiony w tym samym stylu Boży Grób w formie ołtarza, który niestety nie zachował się do dzisiaj. W 1923 roku ten sam artysta wykonał stacje drogi krzyżowej. W 1920 roku kościół został wzbogacony w organy o 54 registrach, zostały one zbudowane przez firmę „Berschdorf” w Nysie. Posiadają one stylową oprawę wykonaną z drewna dębowego nawiązującą zdobieniami do ołtarzy. Najstarszym obrazem w kościele jest duże malowidło przedstawiające św. Barbarę. Obraz ten pochodzi z cechowni kopalni „Orzeł Biały” i prawdopodobnie powstał pod koniec XIX wieku. Kościół posiadał przed drugą wojną światową bogatą polichromię wykonaną przez Zenona Lemaszewskiego z Michałkowic, która po wojnie została zastąpiona inna, mniej bogatą. Po Soborze Watykańskim II usunięto z prezbiterium balaski i zdemontowano ambonę. W latach 80. ubiegłego kościół przeszedł gruntowny remont wymuszony szkodami górniczymi. Kościół jest nadal narażony na szkody w wyniku rabunkowej eksploatacji złóż węgla kamiennego

## Życie parafii
Pierwszym krzyż przydrożny w Brzezinach Śląskich został postawiony w 1882 roku na obecnym placu kościelnym. Był on wykonany z kamienia, to przy nim mieszkańcy zbierali się, aby wyjść na mszę św. do parafii w Kamieniu. W 1915 roku został on przeniesiony na parafialny cmentarz. Obecnie na terenie parafii znajdują się cztery przydrożne krzyże.
Po wybudowaniu kościoła i jego podstawowym uposażeniu proboszcz ks. Jan Brandys w 1927 roku zakupił 4 dzwony, z których „Jan” był największym dzwonem w powiecie tarnogórskim, w ten sposób zastąpiono zespół dzwonów zabranych przez Niemców w 1917 roku. Natomiast ten zespół dzwonów został z rozkazu władz okupacyjnych skonfiskowany w 1942 roku. W 1957 roku parafia zakupiła nowe dzwony: „Św. Barbara”, „Św. Florian”, „Św. Maria”, „Św. Dominik Savio”. Zostały one poświęcone dnia 20 października 1957 roku przez bp. Herberta Bednorza. 
22 lipca 1929 roku w Brzezinach Śląskich oddano do użytku Zakład Opieki Społecznej św. Antoniego, a 17 lutego 1930 roku  zaczęły prowadzić go Siostry Jadwiżanki. W 1997 roku opiekę nad tym domem przejęło miasto Piekary Śląskie, został rozszerzony zakres udzielanej opieki. 
22 lipca 1937 roku arcybiskup Adam Sapieha ofiarował parafii relikwie bł. Bronisławy. 1 listopada 1939 parafię objął ks. dr Herbert Bednorz – późniejszy biskup katowicki. Po zakończeniu drugiej wojny światowej na cmentarzu staraniem parafii powstało pomnik ofiar drugiej wojny światowej. Parafia obecnie liczy 4670 katolików.